# Queenie Leonard
Queenie Leonard (nacida Pearl Walker; 18 de febrero de 1905 – 17 de enero de 2002) fue una actriz británica. Fue el último miembro de reparto superviviente de And Then There Were None (1945) hasta su muerte en 2002.

## Biografía
Nació como Pearl Walker en Manchester, Lancashire, Inglaterra, en 1905, y comenzó a actuar en el escenario con su padre cuando tenía 14 años. Debutó en el cine en 1931. Ya contaba con 20 años de experiencia en el teatro y el cine cuando, en 1941, rodó la primera de más de 30 películas de Hollywood. También actuó en cabarets en Gran Bretaña y Estados Unidos, protagonizó un espectáculo en solitario, actuó en comedias de televisión y prestó su voz para películas animadas de Disney. Se retiró en 1968. Su última aparición fue en Star! de 20th Century Fox.
Leonard estuvo casada con el diseñador cinematográfico Lawrence P. Williams de 1936 a 1947, y con el actor Tom Conway de 1958 a 1963. Ambos matrimonios fueron sin hijos y terminaron en divorcio.[cita requerida]
Leonard fue legalmente ciega durante parte de su vida.
El 17 de enero de 2002, Leonard murió por causas naturales en su apartamento de West Los Ángeles, a los 96 años. Está enterrada en el Westwood Village Memorial Park de Los Ángeles, en la parcela funeraria llamada "Garden of Roses".[cita requerida]

## Filmografía completa
| Año  | Título                         | Papeles                                              | Notas                |
| ---- | ------------------------------ | ---------------------------------------------------- | -------------------- |
| 1931 | Who Killed Doc Robin?          | Amy Anderson                                         | cortometraje         |
| 1934 | Romance in Rhythm              | Skye Gunderson                                       |                      |
| 1936 | Skylarks                       | Maggie Hicks                                         |                      |
| 1937 | Moonlight Sonata               | Margit                                               |                      |
| 1937 | The Show Goes On               | Lilith Henderson                                     |                      |
| 1937 | Limelight                      | Queenie                                              |                      |
| 1937 | Dick Whittington and His Cat   | Dick Whittington                                     | Telefilme            |
| 1937 | Millions                       | Lilian                                               |                      |
| 1938 | Have You Brought Your Music?   | Mishina                                              | Telefilme            |
| 1938 | They're Off!                   | Diana Turriot                                        | Telefilme            |
| 1938 | On the Spot                    | Minn Lee                                             | Telefilme            |
| 1938 | Kate Plus Ten                  | Ellen Pamplemousse                                   |                      |
| 1938 | King of the Congo              | Ruth                                                 | Telefilme            |
| 1938 | Pest Pilot                     | Lady April                                           | Telefilme            |
| 1939 | More Fun and Games!            | Tuesday X                                            | Telefilme            |
| 1941 | Ladies in Retirement           | hermana Agatha                                       |                      |
| 1941 | Confirm or Deny                | Daisy, operadora de centralita de Consolidated Press |                      |
| 1942 | This Above All                 | Violet Worthing                                      |                      |
| 1942 | Eagle Squadron                 | Bridget – rubia de Lancashire                        |                      |
| 1943 | Forever and a Day              | Sirvienta                                            | como Oueenie Leonard |
| 1943 | Thumbs Up                      | Janie Brooke                                         |                      |
| 1944 | The Lodger                     | Daisy – la sirvienta                                 |                      |
| 1944 | The Uninvited                  | Mrs. Taylor                                          | sin acreditar        |
| 1944 | Our Hearts Were Young and Gay  | Maid                                                 | sin acreditar        |
| 1945 | Tonight and Every Night        | Mujer cockney                                        | sin acreditar        |
| 1945 | Molly and Me                   | Lily                                                 |                      |
| 1945 | And Then There Were None       | Mrs. Rogers                                          |                      |
| 1945 | My Name Is Julia Ross          | Alice                                                | sin acreditar        |
| 1946 | Cluny Brown                    | Weller                                               | sin acreditar        |
| 1946 | The Locket                     | Mujer cantante                                       |                      |
| 1947 | Life With Father               | Maggie                                               |                      |
| 1947 | The Lone Wolf in London        | Lily                                                 |                      |
| 1948 | The Black Arrow                | Serving Woman                                        | sin acreditar        |
| 1948 | Homecoming                     | Nurse                                                | sin acreditar        |
| 1948 | Hills of Home                  | Mrs. MacFadyen                                       | sin acreditar        |
| 1949 | My Own True Love               | Minor Role                                           | sin acreditar        |
| 1949 | The Secret of St. Ives         | Maid                                                 | sin acreditar        |
| 1950 | A Life of Her Own              | Hotel Matron                                         | sin acreditar        |
| 1951 | Lorna Doone                    | Gweeny                                               | sin acreditar        |
| 1951 | Kind Lady                      | Bit Role                                             | sin acreditar        |
| 1951 | Alice in Wonderland            | Un pájaro en un árbol/Flor presumida                 | Voz                  |
| 1951 | Thunder on the Hill            | Mrs. Smithson                                        |                      |
| 1951 | Thunder in the East            | Miss Huggins                                         | sin acreditar        |
| 1952 | The Narrow Margin              | Mrs. Troll                                           |                      |
| 1952 | Les Misérables                 | Valjean's Maid                                       | sin acreditar        |
| 1952 | Million Dollar Mermaid         | Mrs. Graves, John's Mother                           | sin acreditar        |
| 1953 | Latin Lovers                   | Rufina                                               | escenas cortadas     |
| 1954 | Ring of Fear                   | Tillie / Fortune-Teller                              | sin acreditar        |
| 1955 | The King's Thief               | La esposa del boticario                              |                      |
| 1956 | Gaby                           | Trabajadora de cantina                               | sin acreditar        |
| 1956 | 23 Paces to Baker Street       | Miss Elsie Schuyler                                  | sin acreditar        |
| 1956 | D-Day the Sixth of June        | Cabo en el tren                                      | sin acreditar        |
| 1960 | All the Fine Young Cannibals   | Enfermera                                            |                      |
| 1961 | One Hundred and One Dalmatians | Princesa                                             | Voz                  |
| 1962 | The Notorious Landlady         | Mujer                                                | sin acreditar        |
| 1962 | Hatari!                        | Enfermera                                            | escenas cortadas     |
| 1963 | The Prize                      | Miss Fawley                                          | sin acreditar        |
| 1964 | What a Way to Go!              | Lady Kensington                                      | sin acreditar        |
| 1964 | Mary Poppins                   | Depositora                                           | sin acreditar        |
| 1964 | My Fair Lady                   | Espectadora del cockney                              | sin acreditar        |
| 1967 | Doctor Dolittle                | Espectadora en la sala del tribunal                  | sin acreditar        |
| 1968 | Star!                          | Gran Dama                                            | sin acreditar        |